# غضروف مصنوعی
غضروف مصنوعی یک مادهٔ سنتتیک ساخته شده از هیدروژلها یا پلیمرها است که هدف آن تقلید ویژگی‌های عملکردی غضروف طبیعی در بدن انسان است. اصول مهندسی بافت، به منظور ایجاد یک مادهٔ غیر قابل تجزیه و زیست سازگار به کار می‌روند که بتواند جایگزین غضروف شود. برای خلق یک ماده غضروف مصنوعی مفید، باید بر چالش‌های خاصی غلبه کرد. اولا، غضروف یک ساختار آواسکولار (بدون خون) در بدن است و بنابراین خود را ترمیم نمی‌کند. این مورد، موضوعاتی را در بازسازی بافت مطرح می‌کند. غضروف مصنوعی هم چنین باید به‌طور ثابت به سطح زیرین آن یعنی استخوان متصل شود. اخیراً، در مورد ایجاد غضروف مصنوعی برای استفاده در فضاهای مفصلی، توان مکانیکی بالا تحت فشار به عنوان ویژگی ذاتی این ماده مطرح شده‌است.

## غضروف طبیعی
سه نوع غضروف در بدن انسان وجود دارد: فیبروکارتلاژ (غضروف رشته‌ای)، غضروف هیالین و غضروف الاستیک. هر نوع غضروف غلظت‌های مختلفی از ترکیباتی مانند پروتئوگلیکان‌ها، کلاژن و آب دارد که ویژگی‌های عملکردی و محل آن‌ها را در بدن تعیین می‌کند. غضروف رشته ای اغلب در دیسک‌های بین مهره ای، غضروف الاستیک در گوش خارجی و غضروف هیالین در بسیاری از سطوح مفاصل بدن یافت می‌شود. جایگزینی غضروف هیالین (غضروف مفصلی) رایج‌ترین کاربرد غضروف مصنوعی است.

### غضروف مفصلی
غضروف، یک بافت بدون خون، غیر عصبی و غیر لنفاتیک در بدن است. ماتریکی خارج سلولی (ECM) کلاژن، استحکام بالایی به غضروف می‌دهد. شکل زیر اجزای ECM را نشان می‌دهد.

#### اجزاء
آب: آب حدود ۸۰ درصد غضروف را تشکیل می‌دهد.
- کندروسیت‌ها: کندروسیت‌ها سلول‌هایی هستند که ماتریکس غضروفی را تولید کرده و حفظ می‌کنند. آنها در غضروف پراکنده هستند و فقط حدود ۲٪ حجم کلی غضروف را تشکیل می‌دهند. کندروسیت‌ها از نظر اندازه، شکل و غلظت، بسته به محل خود در غضروف مفصلی تفاوت دارند.
- کلاژن: کلاژن، یک پروتئین ساختاری موجود در ماتریکس خارج سلولی غضروف است. کلاژن، ترکیبی از ساختار مارپیچ سه‌گانه زنجیره‌های پلی پپتید است و ویژگی‌های کشش و برش به غضروف می‌دهد. کلاژن نوع ۲، رایج‌ترین نوع کلاژن موجود در غضروف است، گرچه انواع ۴، ۵، ۶ و ۷ نیز حضور دارند. در کل کلاژن یک پروتئین تثبیت کننده موجود در ECM است.
- پروتئوگلیکان‌ها: پروتئوگلیکان‌ها دومین ماکرومولکول فراوان در ECM غضروف هستند. پروتئوگلیکان‌ها متشکل از پروتئین اتصال دهنده همراه با یک پروتئین مرکزی هستند که گلیکوزآمینوگلیکان‌ها (GACs) به آن متصل می‌شوند. معمول‌ترین GACS، کندروایتین سولفات و کراتین سولفات هستند. پروتئوگلیکان‌ها به زنجیره اصلی معمولاً هیالورونیک اسید توسط یک پروتئین اتصال دهنده متصل می‌شوند تا انشعابات پروتئوگلیکانی بزرگتر را ایجاد نمایند. پروتئوگلیکان‌ها هیدروفیل (آبدوست) هستند و بنابراین مولکول‌های آب را جذب کرده و نگه می‌دارند. این برای غضروف توانایی ذاتی جهت مقاومت در برابر فشار فراهم می‌آورد.
- گلیکوپروتئین‌ها: بسیاری از گلیکوپروتئین‌های دیگر نیز در ECM غضروف در مقادیر کم حضور دارند که به حفظ ساختار و سازماندهی کمک می‌کند. بویژه لوبریسین به ایجاد سطح نرم بر روی غضروف جهت حرکت راحت تر مفصل، کمک می‌کند. فیبرونکتین و اینتگرین‌ها، گلیکوپروتئین‌های دیگر موجود هستند که به چسبیدن کندروسیت‌ها به ECM کمک می‌کنند.

#### ساختار
ساختار
سه منطقه ساختاری در غضروف مفصلی وجود دارد که شامل یک منطقه مماسی، منطقه انتقالی میانه و یک منطقه عمیق است. در منطقه مماسی، فیبرهای کلاژن به‌صورت موازی با سطح قرار می‌گیرند و بتدریج و به‌طور تصادفی به سمت منطقه عمیق حرکت می‌کنند. فیبرهای کلاژن در منطقه سطحی به‌صورت موازی با سطح قرار می‌گیرند تا فشارهای برشی را محدود نمایند. همچنین فیبرهای کلاژن در ناحیه عمیق به‌صورت عمود قرار می‌گیرند تا فشارهای تراکمی را محدود نمایند. قرارگیری سلولی نیز بین مناطق تفاوت دارد، در منطقه عمیق کندروسیت‌ها در ستون‌هایی انباشته می‌شوند، اما در مناطق سطحی آنها به‌صورت تصادفی آرایش می‌یابند. در مناطق سطحی، سلول‌ها همچنین کشیده تر هستند، اما در مناطق عمیق‌تر آنها طبیعتاً کروی هستند.

## غضروف مصنوعی
غضروف مصنوعی، می‌تواند ترکیبی از مواد مختلف باشد که ویژگی‌های عملکردی را تقلید می‌کند. اصول مهندسی بافت، شامل استفاده از سلول‌ها، فاکتورهای رشد و اسکافولدهای سنتتیک برای انجام این کار است.

### اجزاء
- - سلول‌ها: کندروسیت‌ها، گزینه مشخصی برای استفاده در بازسازی غضروف به دلیل توانایی شان در ترشح کلاژن و دیگر اجزای ضروری ECM جهت ویژگی‌های عملکردی غضروف هستند.[۵] کندروسیت‌ها می‌توانند از یک فضای مفصلی که وزنی را تحمل نمی‌کند برداشت شده و کشت یابند. متأسفانه کندروسیت‌های برداشت شده از افراد می‌توانند تمایز یافته و ویژگی‌های خود را از دست دهند. بعلاوه کندروسیت‌های پیر فعالیت متابولیک کمتری نشان می‌دهند و ممکن است پروتئین‌های عملکردی تولید نکنند یا پروتئین‌های عملکردی کافی برای ایجاد یک ECM مطلوب را نسازند. سلولهای بنیادی مزانشیمی نیز می‌توانند برای ایجاد کندروسیت‌ها استفاده شوند و امکان بازسازی غضروف را فراهم نمایند.[۵]
- فاکتورهای رشد: فاکتورهای رشد می‌توانند برای القای تمایز یک سلول یا القای ترشح پروتئینهای ماتریکس استفاده شوند. فاکتورهای رشد معمول برای به‌کارگیری غضروف مصنوعی شامل فاکتور رشد انسولین 1 (IGF-۱)، فاکتور رشد تغییر شکل دهندهٔ β (TGF-β)، پروتئین‌های مورفوژنیک استخوانی (BMP) و فاکتور رشد و فاکتور تمایز 5 (GDF-5) هستند.[۵]

### ساختار
- اسکافولدها در مهندسی بافت استفاده می‌شوند تا محیطی با ویژگی‌های مکانیکی مشابه بافت عادی ایجاد نمایند. اسکافولدها باید زیست پذیر بوده و قدرت فشاری بالایی داشته باشند. اسکافولدها می‌توانند از هیدروژل‌ها، پلیمرها یا مواد دیگر ساخته شوند. هیدروژلها شبکه‌های پلیمری کراس لینک آماس یافته با آب هستند. درجه کراس لینک شدن، تخلخل و ترکیب پلیمری می‌توانند هماهنگ شوند تا هیدروژلی با ویژگی‌های مشابه غضروف طبیعی بسازند.[۵]

## عملکرد
غضروف مفصلی طبیعی، یک بافت غیر همسان، ناهمسانگرد و ویسکوالاستیک است. ساختار شرح داده شده در بالا به بافت غضروفی این امکان را می‌دهد که ویژگی‌های مکانیکی بیشتر را برای انجام عملکردهای ضروری داشته باشد. غضروف سنتتیک به تقلید ویژگی‌های عملکردی غضروف طبیعی کمک خواهد کرد تا دو جنبه اصلی را داشته باشد.
- ویژگی‌های تحمل بار: یکی از عملکردهای اصلی غضروف مفصلی، این است که توانایی برای انتقال مؤثر بار را به‌صورت چرخه ای مکرر در استخوان داشته باشد. این بار فشاری می‌تواند چندین برابر وزن بدن باشد، به دلیل فعالیت‌هایی مانند پیاده‌روی و دو؛ بنابراین غضروف با پراکنده کردن انرژی می‌تواند به این امر برسد.[۶]
- ویژگی‌های تریبولوژیک: دومین عملکرد مهم غضروف مفصلی، این است که می‌تواند در کل عمر بدون پوشش باشد یا پوشش کمی داشته باشد. غضروف، این عملکرد را با فراهم کردن سطح نرم توسط ضریب اصطکاک زیر صفر بدست می‌آورد.[۶] این روان شدن با ایجاد یک سطح صاف مانع چسبندگی سلول و پروتئین شده و غضروف مفصلی را در برابر آسیب حفظ می‌کند.[۷]

اینها عملکردهای مهم غضروف به دلیل نقش آن بعنوان یک بالش در مفصل بندی استخوان هستند. زمانیکه آسیب و تجزیه در غضروف مفصلی رخ می‌دهد، دیگر نمی‌تواند بارهای بزرگ را بدون درد و ناراحتی فرد (به دلیل کاهش ویژگی‌های مکانیکی) تحمل نماید.
پس از آنالیز تحمل بار و ویژگیهای تریبولوژیک غضروف مفصلی، این ویژگی‌های مکانیکی می‌تواند بسته به ساختار و اجزای هیدروژل ایجاد شده به دست آید که در بخش روش‌های موجود مورد بحث قرار خواهد گرفت. سپس این ویژگی‌های بهینه می‌تواند با غضروف مصنوعی مقایسه شود. ویژگی‌های هیدروژل‌های ایجاد شده می‌تواند بر اساس اجزا و ساختار تفاوت اساسی داشته باشد. در کل رسیدن به تمام عملکردهای مکانیکی غضروف طبیعی که هدف نهایی غضروف مصنوعی است، بسیار مشکل می‌باشد.
در مواجهه با ساخت هیدروژل‌ها، عملکردهای دیگر وجود دارد که باید در نظر گرفته شوند. برای مثال هیدروژل باید ویژگی‌های تجزیه ای درست داشته باشد تا بازسازی را در زمان صحیح انجام دهد. بعلاوه هیدروژل نباید در زمان تجزیه مواد زائد سمی تولید نماید. این عملکردها با مقایسه فشار، مدول‌ها و میزان آب قبل و بعد از جایگذاری ترکیبات مختلف هیدروژل‌ها آزمایش شده‌است.

## روشهای موجود
روش‌های متعددی در مورد درمان‌های بازسازی غضروف و نیز ایجاد غضروف مصنوعی وجود دارد. اولا، درمان‌های بازسازی برای اوستئوآرتریت‌ها مورد بحث خواهد بود. پیشرفت‌های چشمگیری در سال‌های اخیر در ارائه این درمان‌های بازسازی صورت گرفته‌است. این موارد شامل ضد تجزیه، ضد التهاب و بازسازی غضروف بر اساس سلول و اسکافولد است.

### ضد تجزیه
بسیاری از عوامل بیولوژیک و ترکیبات شیمیایی برای پیشگیری از عملکرد انزیم‌های تجزیه کننده ماتریکس که فعالانه کار می‌کنند تا غضروف را تجزیه نمایند، استفاده شده‌اند. آنتی‌بادی‌های مونوکلونال مطالعه شده کار می‌کنند تا بویژه مانع آزادسازی آگرکان القا شده با ADAMTS-5 شوند. این موضوع به نوبه خود به کاهش تجزیه غضروف و شکل‌گیری اوستئوفیت کمک می‌کند.

### ضد التهاب
مهار میانجی‌های التهابی می‌تواند به جلوگیری از پیشروی آرتروز کمک کند. سیتوکین‌ها و کمو کاین‌ها هر دو در القای کاتابولیسم غضروف و مهار این واسطه‌های التهابی بسیار مهم هستند. مطالعات نشان داده‌اند که درمان با مسیر مهار کنندهٔ NF-kB
(BAY11-7082) کندروژنز (ساخت غضروف) مهارشده با IL-1B- سلول‌های بنیادی استخوان را ذخیره‌سازی می‌کند و به نوبه خود پیشروی OA را به تأخیر می‌اندازد. هم چنین تحقیقات گسترده نشان می‌دهد که مهار ترکیبی TNFa و IL-17 با آنتی‌بادی‌های دوبخشی، مهار هر دو سایتوکاین را جهت کاهش تجزیه غضروف و پاسخ‌های پیش التهابی مشخص می‌کند.

### بازسازی غضروف بر اساس سلول و اسکفولد
برای ذخیره غضروف مفصل پس از آسیب به دلیل از دست رفتن کندروسیت، درمان سلولی و ذخیره‌سازی مجدد در برخی مطالعات استفاده شده‌است. MSCهای خود جمعی (سلولهای بنیادی مزانشیمی) در راس داربستهای هیدروژلی پر از کندروسیت، بازسازی غضروف شبه هیالین را با میانجی گری سلول نشان داده‌اند. با این حال یک اشکال این موضوع این است که جایگذاری این اسکافولدها نیاز بع عمل جراحی مفصل بازدارد تا کندروسیت‌های اهدا شده را از مناطق غضروف مفصلی که وزنی تحمل نمی‌کنند، جمع نمایند. این موضوع، استفاده از آن در افراد مسن را دشوار می‌کند.
همراه با درمان‌های بازسازی، چندین مطالعه وجود دارد که روش‌هایی را برای ارائه غضروف مصنوعی جدید مطرح می‌کند

### اسکافولد فیبری 3D woven نفوذ یافته با هیدروژل‌های شبکه
یک مطالعه مطرح کرد که فیبرهای 3D woven ویژگی‌های تریبولوژیک تحمل بار غضروف عادی را فراهم می‌کند که آنها سعی می‌کنند تا به یک محیط بدون اصطکاک برسند. هیدروژل‌ها بعنوان سدهای سلولی استفاده می‌شوند چون آنها می‌توانند با سلول‌ها آمیخته شوند. با این حال بازسازی عملکردهای بیوشیمیایی و شیمیایی بافت طبیعی دشوار است. هیدروژل‌های شبکه تفسیر کننده (IPN)، دو پلیمر مختلف ترکیب شده با یکدیگر بر روی یک مقیاس مولکولی هستند. این، به افزایش سختی در برابر شکستن کمک می‌کند. آنها شبکه‌های کراس لینک با نوع خاص IPN هستند که قادر به پراکندن انرژی مکانیکی و در عین حال حفظ شکل یک هیدروژل پس از تغییر هستند.

### هیدروژل‌های شبکه ای مضاعف
مانند مطالعهٔ قبلی، هیدروژل‌های شبکه ای مضاعف استفاده شده‌اند. آنها ترکیبی از دو نوع پلیمر آبدوست هستند. ۶ هفته پس از جایگذاری، نمونه‌ها با انواع بدون تیمار مقایسه شده و ویژگی‌های قابل تجزیه زیستی را نشان دادند. در زمان استفاده از پلی (۲-اکریل آمید-۲-متیل پروپان اسید سولفونیک) / پلی (N , N'-dimethyl acrylamide) یا PAMPS / PDMAAm فشار نهایی و مدول‌های مماس افزایش می‌یابد. با این حال، در استفاده از سلولز باکتریایی و ژلاتین، کاهش فشار نهایی دیده شده و نیازهای غضروف مصنوعی رفع نشد.

## کاربردهای بالینی
در توجه به کارایی غضروف مصنوعی، کاربردهای بالینی بسیار مهم است. روش‌های بالینی اخیر برای بازسازی غضروف در درمان اوستئوتریت بشرح زیر است.

### درمان مبتنی بر MSC
در مطالعات خاص، جایگذاری سلول بنیادی مزانشیمی تحریک کننده ماتریکس، پیشرفت‌های بالینی سریع تر در مقایسه با جایگذاری ساده کندروسیت‌ها نشان داد. MSC، بازسازی غضروف را در زانوهایی که اوستئوتریت داشتند افزایش و درد و ناتوانی را کاهش داد.

### هیدروژلهای PVP / PVA برای جایگذاری غضروف مفصلی
هیدروژلهای پلی (وینیل الکل) (PVA) در این مطالعه استفاده شده‌اند. برآورده کردن ویژگی‌های مکانیکی غضروف مفصلی با استفاده از این هیدروژل مشکل بود. هیچ تغییر التهابی یا تخریبی در غضروف مفصلی یا غشای مفصلی احاطه کننده این غضروف PVA مصنوعی وجود نداشت. هیدروژل‌های PVP نیز مطالعه شدند. آنها آبدوستی بالا، زیست پذیر بودن و توانایی پیچیده را نشان دادند. آنها زمانی که از ترکیبی از هیدروژل PVA/PVP استفاده کردند، ساختار سه بعدی داخلی و محتوای آب مشابه با غضروف مفصلی طبیعی ایجاد کردند. بهترین ویژگی‌های مکانیکی و سیستم اصطکاک، هیدروژل ترکیب شده با PVP رطوبت ۱درصد بودند. به دلیلپیوند هیدروژنی بین زنجیره ای بیشتر، افزودن PVP به PVA خالص عملکرد بهتری را نشان داد. آنها درست رفتار ویسکوالاستیک غضروف مفصلی را نشان دادند.

## تلاش آتی
در مورد مطالعه آتی، هنوز کارهای زیادی باید صورت گیرد. غضروف مصنوعی یک موضوع تحقیقی جدید است و ناشناخته‌های زیادی در مورد آن وجود دارد. فاکتورهای ناشناخته زیادی شامل ASCPs وجود دارد و مطالعات بیشتری نیاز است تا نتایج بهتری در مورد عملکردهای بازسازی ASCPs بدست آید. بعلاوه فاکتورهای رشد ارزیابی شده‌اند، با این حال ترکیبات ویژه باید مطالعه شوند تا بتوان بافت کارآمدتری تولید کرد که ویژگی‌های غضروف طبیعی را تقلید نماید.